# Test de Finkbeiner
El test de Finkbeiner, creado por la periodista, escritora y editora Christie Aschwanden y que recibe su nombre en honor a la escritora científica Ann Finkbeiner, es una lista de verificación para ayudar a los periodistas científicos a evitar sesgos de género en artículos sobre mujeres en la ciencia. Para que el artículo pase la prueba, los periodistas científicos deben evitar describir a las científicas a través de cualidades esterotípicamente femeninas así como evitar mencionar sus circunstancias familiares, entre otras.
El test de Finkbeiner se ha relacionado con la discriminación positiva, porque determinadas publicaciones pueden hacer que los lectores vean a las mujeres en la ciencia como diferentes de los hombres de manera negativa o injusta. La prueba ayuda a evitar el sesgo de género en las publicaciones científicas de forma similar a varias pruebas que se centran en luchar contra la subrepresentación de grupos marginados en diferentes ámbitos profesionales.

## Lista de verificación

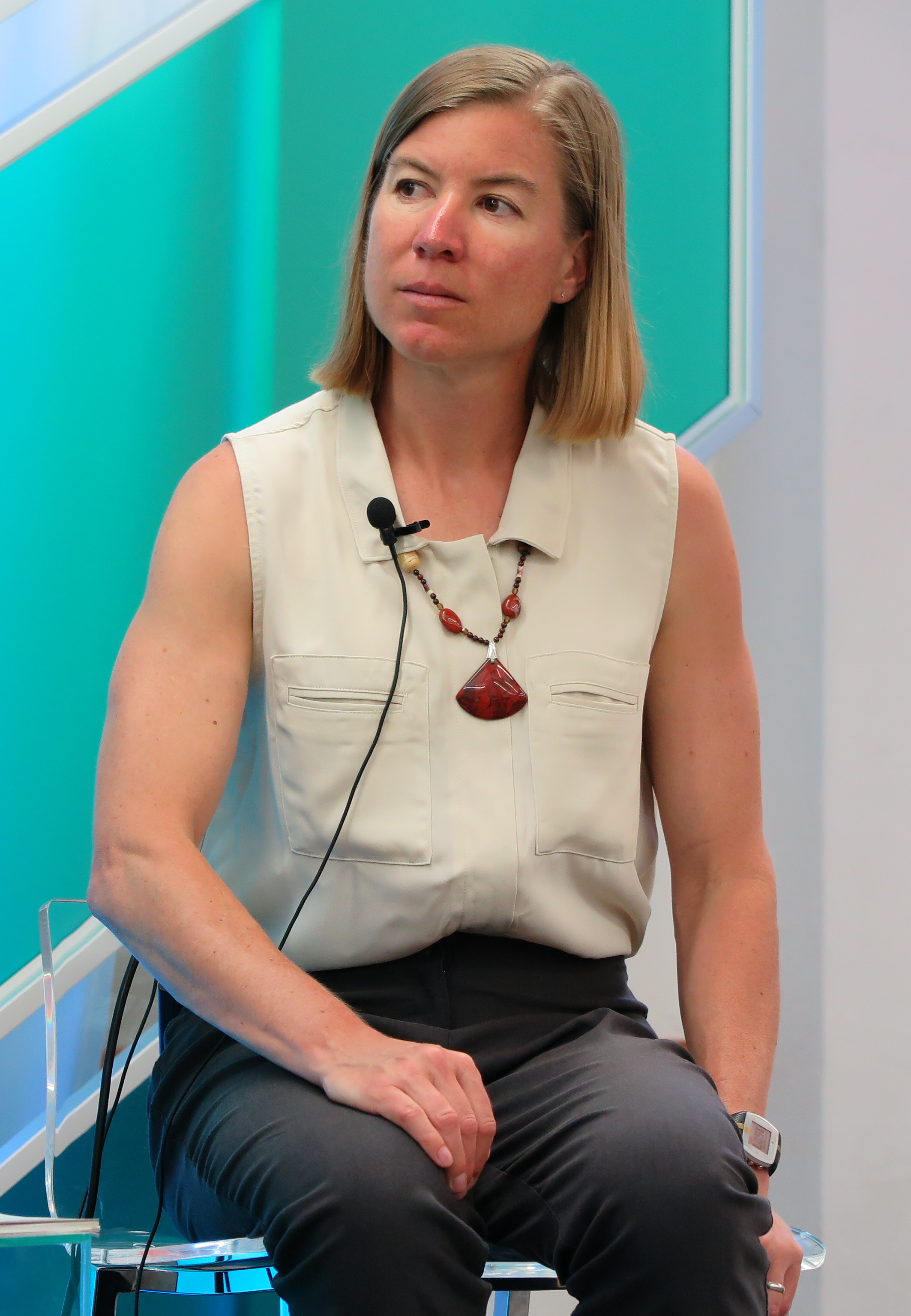
Aschwanden en el Aspen Ideas Festival en 2015

El test de Finkbeiner es una lista de verificación propuesta por la periodista independiente Christie Aschwanden para ayudar a los periodistas a evitar estereotipos de género en artículos científicos en los medios sobre mujeres en la ciencia. Para pasar la prueba, un artículo sobre una mujer científica no debe mencionar ninguno de los siguientes siete elementos:
- Que es una mujer
- El trabajo de su marido
- Cómo contribuye al cuidado de los hijos
- Cómo trata a sus subordinados
- Cómo quedó sorprendida por la competitividad en su campo
- Cómo es un modelo a seguir para otras mujeres
- Cómo ella es la "primera mujer en ..." [5]

## Historia
Aschwanden formuló por primera vez el test en un artículo publicado el 5 de marzo de 2013 en Double X Science, una revista digital para mujeres. Diseñó la prueba en la línea del test de Bechdel (pero no se inspiró en él) —utilizado para resaltar los estereotipos de género y la brecha de género en películas, series y otras producciones artísticas— en respuesta a la cobertura mediática de carácter sexista a la que las mujeres científicas estaban expuestas en los medios de comunicación. Ella recordó:

Las campañas para reconocer a destacadas científicas han dado lugar a un nuevo género periodístico. Llamémoslo el género de "Una mujer que...". Seguramente, has visto estos perfiles, porque están por todas partes. La característica distintiva del perfil "Una mujer que..." es que el hecho de ser mujer es su detalle más definitorio. ¡No es sólo una gran científica, es una mujer! Y si también es esposa y madre, esos roles también se enfatizan.

Aschwanden, quien nombró la prueba en honor a la escritora científica Ann Finkbeiner, la cual fue ganadora del Premio AIP de Comunicación Científica 2008 y que anteriormente había escrito una publicación para el blog científico The Last Word on Nothing sobre su decisión de no escribir sobre su faceta como astrónoma centrándose en el hecho de ser una mujer.
Tanto Finkbeiner como Aschwanden están de acuerdo en que la prueba "debería aplicarse principalmente a artículos científicos publicados en medios generalistas como The New York Times o en la primera sección de Nature". El objetivo de la prueba es no enfatizar género de una científica, sino centrarse en su trabajo. Incluso Finkbeiner, que prometió "ignorar el género" en sus escritos, en realidad cayó en aquello a lo que criticaba al centrarse en el sexo: en el perfil de un astrónomo consideró oportuno mencionar que el astrónomo había sido el primero en ganar cierto premio.
La táctica de señalar a las mujeres como "modelos a seguir" también puede distorsionar la igualdad de género en la recepción de las noticias. Los estudiantes citan indiscriminadamente a académicos y mentores de cualquier sexo o género como "grandes modelos a seguir"; ser un modelo a seguir no es exclusivo del género de una persona. Así, enfatizar el sexo en perfiles sobre miembros de grupos marginados refuerza su supuesta diferencia, perpetuando el sesgo de género en la ciencia.

## Recepción
La prueba fue mencionada en las críticas de los medios en referencia al obituario de la científica espacial Yvonne Brill publicado en The New York Times el 30 de marzo de 2013 por Douglas Martin. Dicho obituario comenzaba con las siguientes palabras: "Hizo una excelente ternera Stroganoff, siguió a su marido de trabajo en trabajo y aparcó durante 8 años su actividad laboral para criar a tres hijos". Ante las críticas, The New York Times revisó el obituario y publicaron una nueva versión que comenzaba así: "Ella era una brillante científica espacial que seguía a su marido de un trabajo a otro...".
Otro artículo de The New York Times sobre Jennifer Doudna, publicado el 11 de mayo de 2015, generó críticas similares haciendo también referencia al test de Finkbeiner. Asimismo, un artículo en The Globe and Mail sobre la astrofísica Victoria Kaspi, publicado el 16 de febrero de 2016, generó la misma crítica, al igual que el libro de David Quammen A Tangled Tree, por dar poca importancia a las mujeres científicas, especialmente a Lynn Margulis.
Susan Gelman, profesora de Psicología de la Universidad de Michigan, aplaudió la decisión de informar sobre las mujeres científicas sin enfatizar su género, pero cuestiona si el test de Finkbeiner debería buscar eliminar todas las referencias a la vida personal. Así, sugiere que el test debería contemplar el hecho de preguntar también a los hombres sobre cuestiones personales. Esta opinión es compartida por otros escritores y escritoras. Además, Vasudevan Mukunth señala en The Wire que los países en los que las mujeres están drásticamente subrepresentadas en la ciencia podrían querer modificar las reglas de la prueba con la esperanza de resaltar cualquier barrera sistémica: "La utilidad de la prueba se basa en el mito de la igualdad de condiciones —No hay ninguno en la India."En otro post de Last Word on Nothing, Finkbeiner respondió a estas preguntas discutiendo consigo misma.

## Finkbeiner invertido
El enfoque "Finkbeiner invertido" es un ejercicio que consiste en pedir a estudiantes que escriban un artículo sobre el hallazgo de algún científico de manera que no aprobaría el test de Finkbeiner si se tratase de una mujer.